# Akar
AKAR – polska firma fonograficzna z Krakowa założona w 1993 roku przez Waldemara Najgrodzkiego i Kubę Płucisza, byłego gitarzystę zespołu IRA.

## Profil działalności
Jednym z pierwszych wydawnictw AKAR-u było Bandid Rockin – Para Wino Band w 1993 roku. Akar wydał także w grudniu 1993 roku płytę zespołu IRA "IRA Live". Wytwórnia rozpadła się w 1996 roku.

## Wydawnictwa
- Para Wino Band - 1993
- IRA - "IRA Live" - 1993
- Krzysztof Klenczon - „10 w skali Beauforta” - 1995
- Krzysztof Klenczon - "Historia jednej znajomości" - 1995
- IRA - "IRA Live" - 1995 - Reedycja
- Czerwono-Czarni - "Obrazek z tamtych lat" - 1995
- Krzysztof Klenczon - "The Show Never Ends" - 1996